# Gries (Francja)
Gries – miejscowość i gmina we Francji, w regionie Grand Est, w departamencie Dolny Ren.
Według danych na rok 1990 gminę zamieszkiwały 2464 osoby, 201 os./km².